# Komplex Prigorodnoje
Průmyslový komplex Prigorodnoje (rusky: Производственный комплекс «Пригородное») je průmyslový komplex projektu Sachalin-2, který se nachází ve městě Korsakov na Sachalinu na pobřeží Anivského zálivu. Komplex se skládá z prvního závodu na zkapalněný zemní plyn (LNG) v Rusku, terminálu pro vývoz ropy a přístavu Prigorodnoje.

## Závod na zkapalněný zemní plyn (LNG)
Závod na zkapalněný zemní plyn (LNG) je prvního svého druhu v celém Rusku a otevřel tak nové trhy po vývoz zemního plynu.

### Historie
- Výstavba závodu byla zahájena v roce 2003 a dokončena byla v únoru 2009.
- Slavnostního zahájení se zúčastnili ruský prezident Dmitrij Medveděv, japonský předseda vlády Taró Asó, britský princ Andrew, nizozemská ministryně hospodářství a další vysoce postavení státníci z partnerských zemí.
- První ruský zkapalněný zemní plyn byl dodán do Japonska v březnu 2009.

### Konstrukce
- dva zásobníky LNG o objemu 100 000 m³;
- Nakládací lůžko LNG;
- dvě technologické linky na výrobu LNG s kapacitou 4,8 milionů tun LNG ročně;
- dvě kulové zásobní nádrže na chladivo (propan a etan), každá 1600 m³ (maximální kapacita);
- systém kapalného nosiče tepla pro dodávání tepla různým spotřebitelům procesu;
- pět generátorů plynových turbín s celkovou kapacitou přibližně 129 MW elektřiny;
- pomocné systémy, včetně pneumatické napájecí stanice pro přístrojové vybavení a dusíkové stanice; stejně jako naftové palivové systémy;
- čistírny odpadních vod a vody obsahující uhlí. Čištění vody splňuje nejvyšší mezinárodní standardy.

### Funkce
Závod na LNG je navržen pro příjem, úpravu, zpracování a zkapalnění zemního plynu.

### Technologie
Pro chladné klimatické podmínky ostrova Sachalin byla vyvinuta speciální technologie zkapalňování plynu založená na použití smíšeného dvojitého chladiva DMR. Společnost Shell byla poskytovatelem licence na tuto technologii. Tato sofistikovaná technologie byla přizpůsobena chladným sachalinským zimám, aby byl zajištěn maximální výkon (vzduchem chlazené chladivo). Plynové turbíny Frame7 vyráběné americkou společností General Electric se používají jako energetické pohony pro kompresory hlavního technologického chladicího cyklu.
Zemní plyn je ochlazen na teplotu minus 160 °C a přechází do kapalného stavu se zmenšením objemu více než 600krát. To umožňuje přepravu LNG ve speciálních nosičích LNG k terminálům zpětného zplyňování.
Ročně je do elektrárny dodáváno přibližně 13,8 miliardy kubických metrů plynu, zejména z oblasti Lunskoje. Příprava, zpracování a zkapalňování plynu se provádí na dvou paralelních technologických linkách. Na každé technologické lince pracují následující zařízení:
- jednotky pro odstraňování kyselých plynů;
- jednotky dehydratace plynů s molekulárním sítem;
- zařízení na odstraňování rtuti pomocí aktivního uhlí;
- frakcionační jednotky na výrobu chladiva a stabilního kondenzátu;
- zařízení na zkapalňování plynu.

Po zkapalnění je plyn dodáván ke skladování ve dvou izotermických nádržích o objemu 100 tisíc m³. Nádrže mají dvouplášťovou konstrukci, jsou vysoké 37 m a mají průměr 67 m. 
Kapacita závodu je 9,6 milionu tun LNG ročně.

## Terminál plnění ropy
V terminálu jsou plněny tankery ropou.
Terminál pro vykládku ropy se skládá z nádrží na skladování ropy, vykládacího potrubí a vzdáleného kotevního zařízení (TLU) pro nakládání tankerů. Terminál se nachází na východní straně závodu na LNG.
Zásobníky ropy jsou svislé válcové ocelové nádrže s „plovoucí“ střechou s ohnivzdorným těsněním. Průměr nádrží je 93 m, výška je 18 m. Kapacita každé nádrže je 95,4 tis. m³.
Z nádrží vstupuje ropa do TLU podvodním potrubím. TLU slouží jako jednobodové kotviště a nachází se 4,5 km od pobřeží. TLU může přijímat ropné tankery s kapacitou od 40 tisíc m³ do 150 tisíc m³.
Provoz v místě terminálu vykládky ropy je řízen z řídicího centra umístěného v areálu závodu na LNG. Automatické řídicí systémy zajišťují stabilní a bezpečný provoz zařízení.

## Modernizace
V srpnu 2016 bylo dosaženo důležitého výsledku více než 11 milionů odpracovaných hodin bez jediného nehody od roku 2009, kdy byl závod uveden do provozu. Systém řízení kvality výrobního komplexu Prigorodnoje je úspěšně každoročně udržován na úrovni mezinárodního standardu kvality ISO 9001.
Roku 2016 dosáhla společnost Sachalin Enerdži nového rekordu v denní produkci, kromě toho bylo dosaženo rekordu v týdenní produkci – zpracování více než 255 000 tun LNG. Dříve předchozí produkce nepřekročila 250 000 tun LNG týdně (předchozí rekord byl v roce 2014).

## Přístav Prigorodnoje
Přístav Prigorodnoje je prvním námořním přístavem v Rusku postaveným speciálně pro přepravní lodi dopravující zkapalněný zemní plyn a ropné tankery.

### Dějiny
- Přístav byl pojmenován Prigorodnoje v září 2007 podle názvu zaniklé vesničky na jihu Sachalinu, která se nacházela 13 km od Korsakova.
- Námořní přístav byl otevřen pro zahraniční lodě v květnu 2008.
- Pro usnadnění podnikání společnosti Sachalin Enerdži, byla v námořním přístavu Prigorodnoje založena akciová společnost Port Prigorodnoje, která je společným podnikem Sachalin Enerdži a Sovkomflotu.

## Galerie

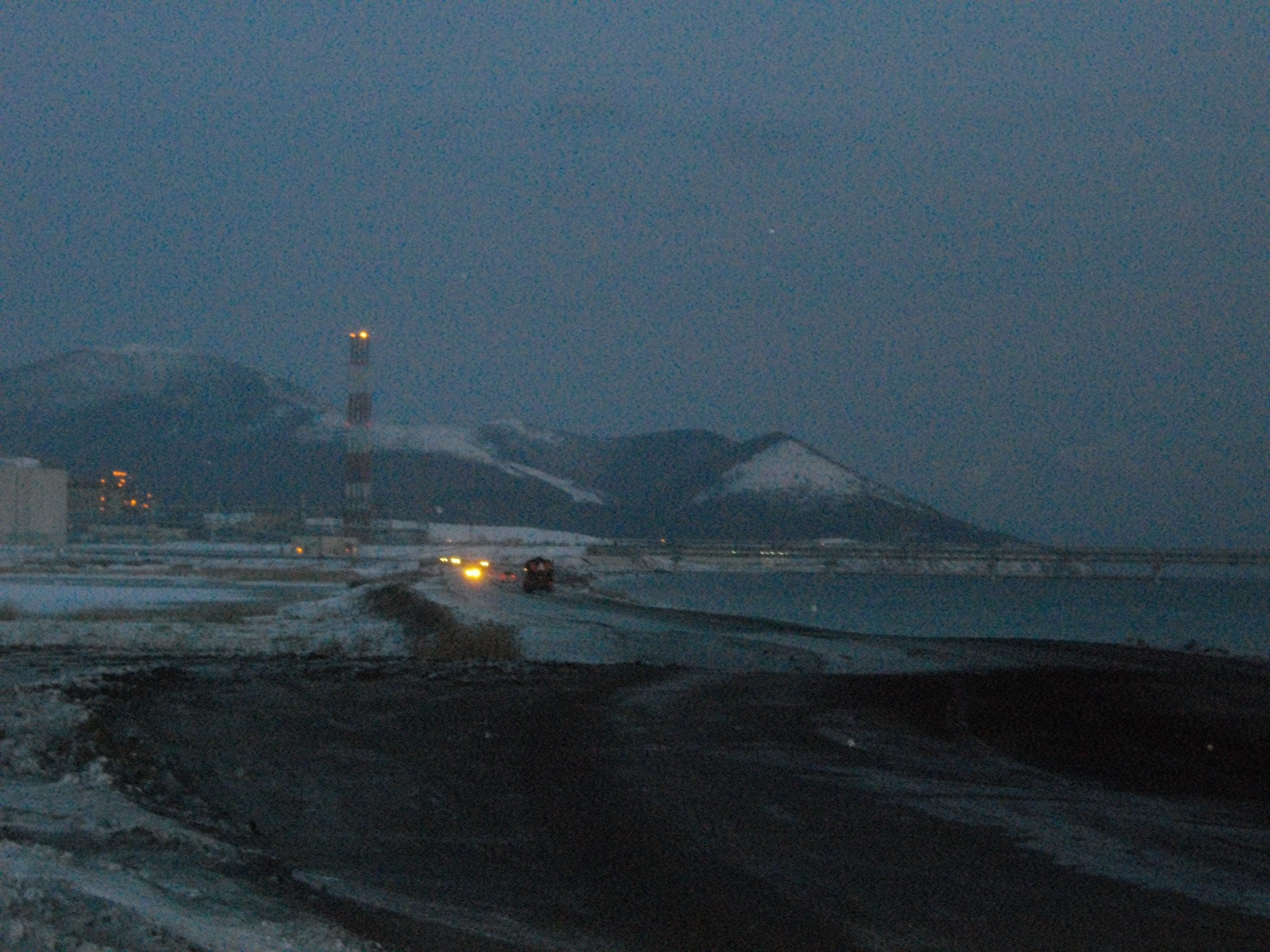
Pohled na komplex (rok 2008)
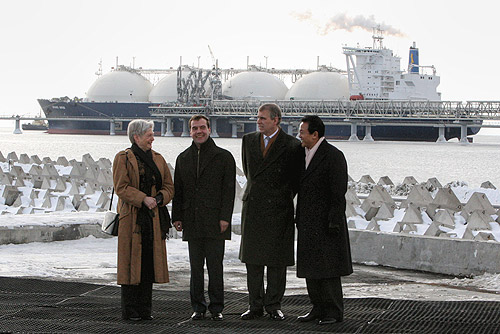
Dmitrij Medvěděv v Komplexu (rok 2009)
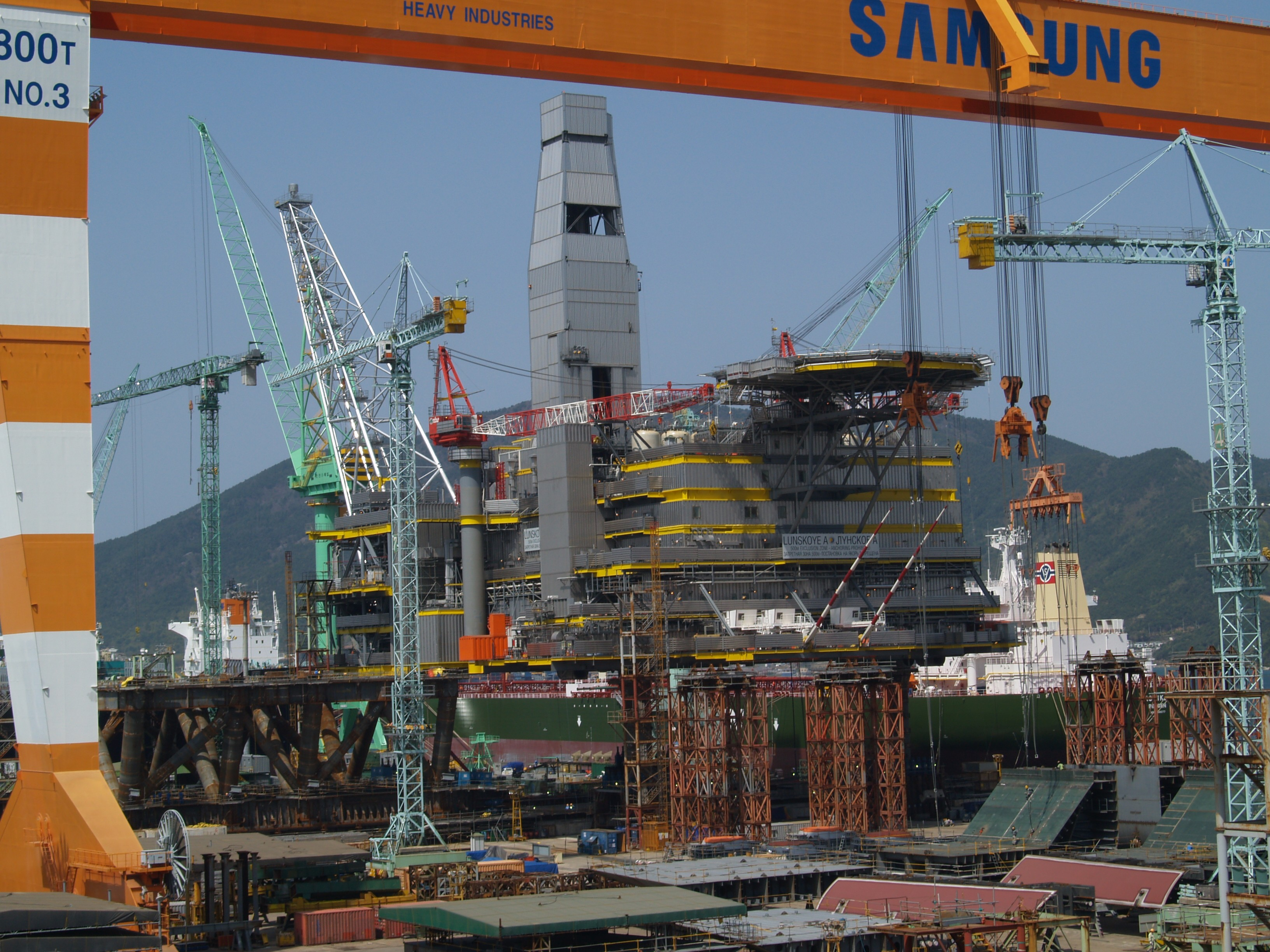
Výstavba komplexu (rok 2007)